# Человек на канате (фильм, 1953)
Человек на канате (англ. Man on a Tightrope) — чёрно-белый американский художественный фильм 1953 года антикоммунистической направленности. Участник Третьего Берлинского международного кинофестиваля (18-28 июня 1953 года), где режиссёр Казан получил за него Специальный приз Сената Берлина. По книге Нейла Патерсона (один из авторов сценария фильма) «Международный инцидент».

## Сюжет
Карел Черник — управляющий небольшого чешского цирка горит желанием выбраться за «железный занавес». Семья Черник владеет этим цирком на протяжении вот уже нескольких поколений, но после установления в Чехословакии коммунистического режима он становится на грань разорения: при новом режиме невозможно достать запасные части для циркового оборудования, а актёры вынуждены заниматься его ремонтом вместо репетиций. К тому же, при коммунизме частная собственность объявляется вне закона, и теперь цирк национализирован государством, а сам Карел из хозяина превращается в обычного наёмного работника. Во всех представлениях актёры теперь вынуждены восхвалять коммунизм, что сильно терзает Черника.
Впрочем, Карел никак не выдаёт своих намерений, пока его цирк приближается к границе с Германией (Баварией). Параллельно он пытается препятствовать роману своей дочери Терезы с укротителем львов Джо. Молодая жена Карела, Зама, считает своего мужа трусом, особенно после его подобострастной сцены с полицейским-коммунистом.
Черник узнаёт, что в цирке появился шпион; сначала он подозревает Джо, но потом выясняет, что это Крофта — ответственный за цирковое оборудование.
На границе с Германией Карел пугает пограничников своими волками (которые на самом деле простые собаки), выпускает на волю, внося панику и суматоху, слонов; цирк в полном составе мчится через мост в «свободную Германию».
Карел Черник убит Крофтой, но и тот в свою очередь застрелен одним из цирковых карликов. После смерти мужа Зама понимает, что он был не трус и начинает гордиться Карелом.

## Факты
- Съёмки фильма проходили в Мюнхене[1].
- На роль Замы Черник пробовалась Марлен Дитрих, но предпочтение было отдано Глории Грэм[4].
- Глория Грэм в фильме сама исполняет одну из песен — «Women Are Not Like Angels»[5].

## Премьерный показ в разных странах[6]
- США — 1 апреля 1953 (только в Лос-Анджелесе); 4 июня 1953 (только в Нью-Йорке)
- ФРГ — 29 июня 1953
- Австрия — август 1953
- Швеция — 5 октября 1953
- Финляндия — 11 декабря 1953
- Дания — 11 июня 1954